# Granit Skopje
Granit AD Skopje (macédonien : Гранит АД Скопје, code MBI 10 GRNT) est une entreprise de construction de la Macédoine du Nord qui possède son siège à Skopje. Elle a notamment participé à la reconstruction de la ville de Skopje après le tremblement de terre de 1963, a construit une autoroute en Syrie, a participé à la construction de la centrale nucléaire de Zwentendorf en Autriche, ainsi qu'à des chantiers résidentiels et militaires au Koweït, en Libye, en Irak, en Algérie, en Russie...
Elle entre dans la composition du MBI 10, un indice de la Bourse macédonienne et représentait en 2012 une capitalisation de 23 millions d'euros. 